# هم‌روح
هم‌روح 
(به تلوگویی: Aatma Bandhuvu) یا روح وابسته (به انگلیسی: Aatma Bandhuvu) فیلمی هندی محصول سال ۱۹۶۲ و به کارگردانی پ. اس راماکریشنا رائو است. در این فیلم بازیگرانی همچون ن. ت. راما رائو، ساویتری و شاردا ایفای نقش کرده‌اند.